# Christine Buchholz
Christine Ann Bucholz (Hamburg, 1971. április 2. –) német politikus, 2009-ben a Baloldali Párt jelöltjeként bejutott a Bundestagba, melynek azóta tagja. Több éve progresszív aktivista, pártján belül a Marx2 nevű forradalmi szocialista csoport tagja, melyet több  szál is fűz a Nemzetközi Szocialista Irányhoz.